# دکستروآمفتامین
دکستروآمفتامین سولفات (به انگلیسی: Dextroamphetamine)
رده درمانی: محرک مغزی و تنفسی، ایزومر آمفتامین
اشکال دارویی: قرص

## دگزامفتامین
دگزامفتامین ایزومر فضایی راست دست آمفتامین است و فعالیت آن در دستگاه عصبی مرکزی بسیار زیاد است ولی ایزومر دیگر آمفتامین یعنی لووآمفتامین فعالیت بیشتری در دستگاه عصبی محیطی دارد و به همین دلیل برای افزایش کارایی درمانی و کاهش عوارض محیطی فرم خالص ایزومر راست دست آمفتامین یعنی دگزآمفتامین عرضه می‌شود.

## موارد مصرف
در درمان نارکولپسی (حملات خواب)، کودکان بیش فعال (اختلال کم‌توجهی - بیش‌فعالی)، چاقی اگزوژن و افسردگی مقاوم به درمان استفاده می‌شود.

## مکانیسم اثر
با مکانیسم دوگانه آزادسازی-مهار بازجذب کاتکول آمینها (دوپامین، نوراپی نفرین) باعث افزایش فعالیت این مواد و افزایش فعالیت مغزی و کاهش خواب‌آلودگی، سرخوشی، افزایش انگیزه، تمرکز و افزایش سرعت تفکرات می‌شود.

## عوارض جانبی
دستگاه عصبی: بی‌قراری، بی‌خوابی، سرگیجه، سردرد، بی‌حوصلگی، در طولانی‌مدت افسردگی شدید و سایکوز.
گوارشی: بی اشتهائی، خشکی دهان، کاهش وزن، اسهال، یبوست، کرامپ شکم.
قلبی - عروقی: افزایش فشارخون، تاکیکاردی.
موارد دیگر: دیستونی سر و گردن، افزیش فشار داخل چشم، ناتوانی و افت میل جنسی.

## تداخلات
- مصرف داروهای مشتق آمفتامین همراه وقفه دهنده‌های مونوآمین اکسیداز ممنوع است.
- مصرف همراه دارو یا غذاهایی که ph معده یا ادرار را به صورت محسوسی تغییر می‌دهند باید با احتیاط انجام شود.
- تجویز برای افراد با سابقه سوء مصرف دارو-مواد و الکل، افراد با افکار متمایل به خودکشی با احتیاط انجام شود.
- تجویز برای افراد دارای اختلال دوقطبی، شیدائی و مانیا با احتیاط انجام شود.
- تجویز برای افراد دارای علائم سایکوز با احتیاط فراوان انجام شود.
- در افراد با اضطراب و خشونت مفرط با احتیاط تجویز شود.
- همراه داروهای محرک اعصاب مرکزی و همچنین داروهای بدون نیاز به نسخه سرماخوردگی با احتیاط مصرف شود.
- در افراد با سابقه پرولاپس و نارسائی دریچه میترال، نارسائی‌های قلبی، فشار خون بالا و دیگر عوارض قلبی-عروقی مصرف نشود.